# Scott City (Kansas)
Scott City is een plaats (city) in de Amerikaanse staat Kansas, en valt bestuurlijk gezien onder Scott County.

## Demografie
Bij de volkstelling in 2000 werd het aantal inwoners vastgesteld op 3855.
In 2006 is het aantal inwoners door het United States Census Bureau geschat op 3506, een daling van 349 (-9,1%).

## Geografie
Volgens het United States Census Bureau beslaat de plaats een oppervlakte van
5,6 km², geheel bestaande uit land. Scott City ligt op ongeveer 908 m boven zeeniveau.

## Plaatsen in de nabije omgeving
De onderstaande figuur toont nabijgelegen plaatsen in een straal van 56 km rond Scott City.